# Хайнрих фон Хоенберг
Хайнрих фон Хоенберг (на немски: Heinrich von Hohenberg; † 12 май 1352) e швабски граф на Хоенберг-Ротенбург.
Той е най-малкият син на граф Рудолф I фон Хоенберг († 1298, убит) и първата му съпруга графиня Агнес фон Верденберг († 1317), дъщеря на Хуго II фон Верденберг-Хайлигенберг и графиня Еуфемия фон Ортенбург-Каринтия. Роднина е с Гертруда фон Хоенберг († 1281), съпругата на крал Рудолф фон Хабсбург († 1291).
Брат е на Алберт V († 1359), граф на Хоенберг, епископ на Фрайзинг (1349 – 1359), Рудолф I († 1336), граф на Хоенберг, и Хуго († 1354), граф на Хоенберг.
Хайнрих е убит в битка на 12 май 1352 г.

## Фамилия
Хайнрих фон Хоенберг се жени пр. 25 юни 1337 г. за Агнес фон Шаунберг († сл. 24 юни 1337), дъщеря на граф Хайнрих V фон Шаунберг († 1353/1357) и Анна фон Труендинген
(† 1331/1337). Те имат един син:

- Рудолф († пр. 1379)